# Пьетра-серена

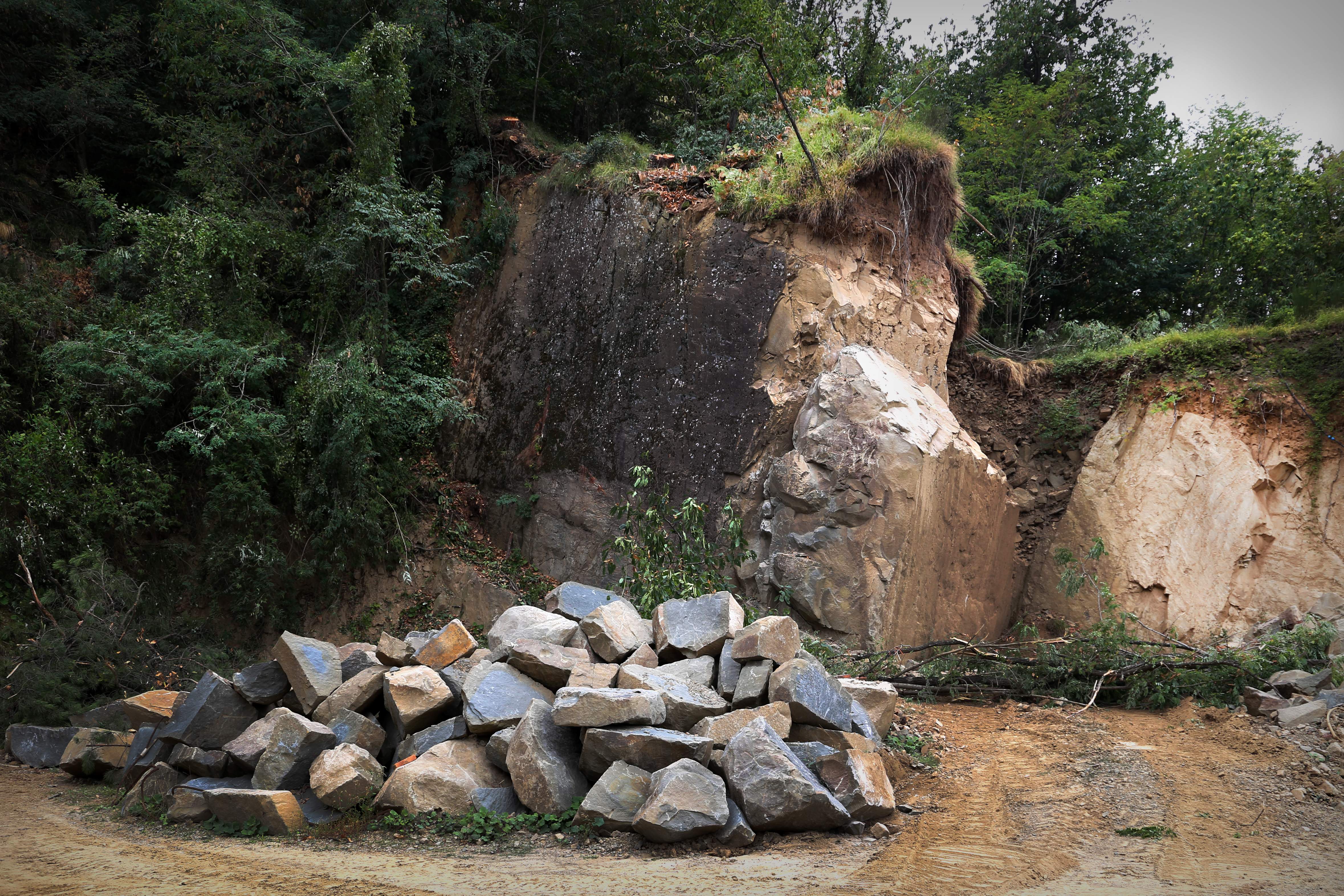
Добыча пьетра-серена в Веллано, Тоскана. Италия

Пьетра-серена (итал. Pietra serena — светлый камень) — серый песчаник, разновидность горной осадочной породы с матовой желтовато-серой зернистой поверхностью, используемый в основном в классической, прежде всего в итальянской, архитектуре и частично в скульптуре. Он типичен для исторической тосканской архитектуры и, в частности, для зданий Флоренции, где обычно применяется для выделения ордерных или декоративных элементов, таких как колонны, пилястры, карнизы, тяги, сандрики, наличники дверей и окон.
Двумя основными разновидностями этого материала являются средне-мелкозернистый песчаник монте-Модино (Monte Modino), карьеры которого находятся в Тоскане: во Фьезоле, Винчильяте, Сеттиньяно, Валле-дель-Муньоне и почти во всех городах к северу от Флоренции, а также песчаник макиньо (Macigno), средне-крупнозернистый, часто встречающийся в районах к юго-западу от Флоренции.

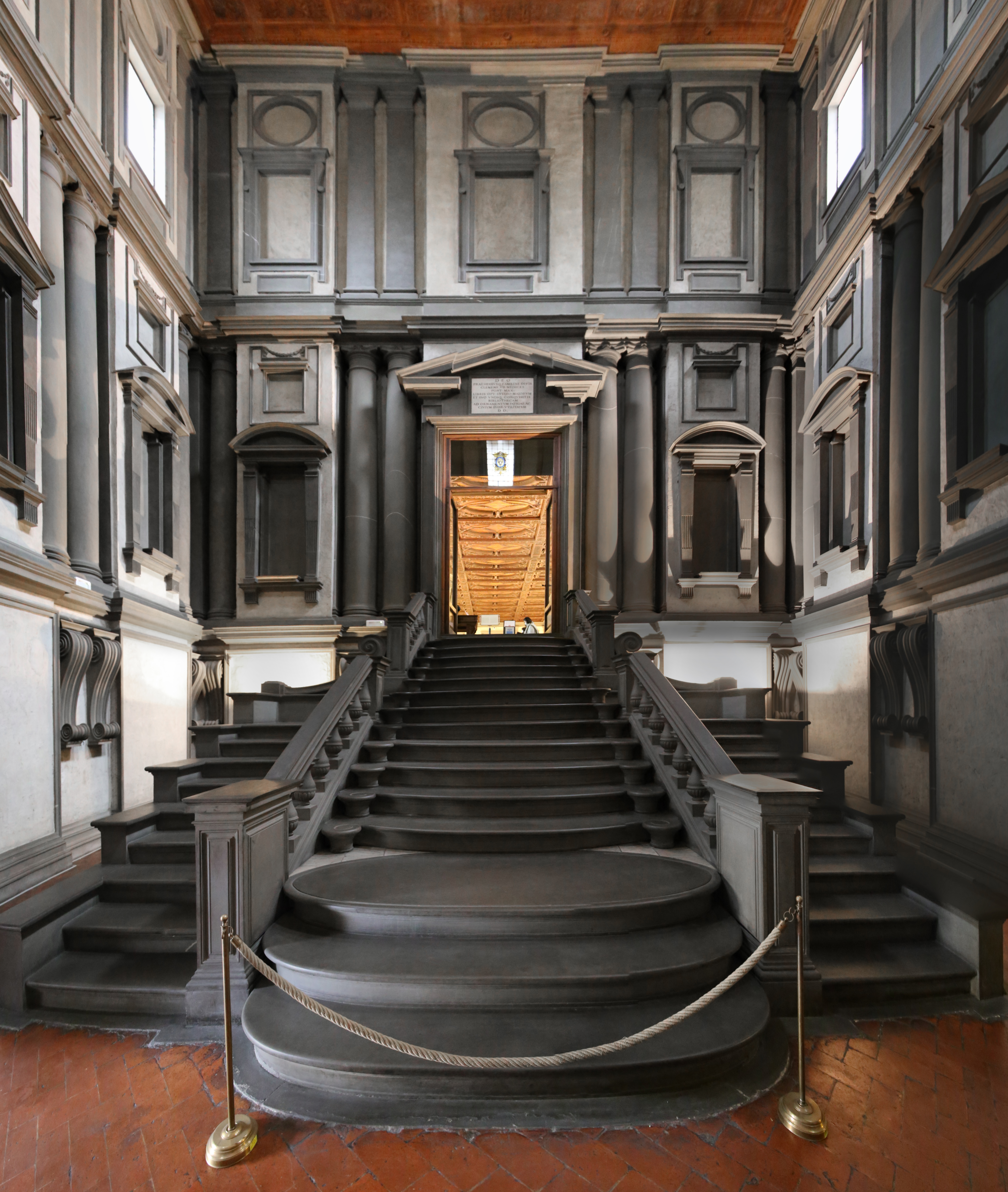
Лестница Микеланджело в Библиотеке Лауренциана, Флоренция

Самый ценный, тёмно-серый сорт камня назывался «дель фоссато» (del Fossato), он происходит из небольшого района в долине Менсола, на склонах холма Сеттиньяно. Это был «запрещённый» карьер, то есть предназначенный исключительно для государственных заказчиков. Например, из этого камня построена знаменитая лестница Микеланджело и ордерные элементы вестибюля Библиотеки Лауренциана во Флоренции
Художники эпохи Возрождения внимательно относились к происхождению камня, потому что характеристики и долговечность материала различались в зависимости от карьера, вероятно, из-за разного процентного содержания связующего вещества: кальцитового цемента.
Серый камень хорошо сочетается с побелкой стен и яркими цветными вставками блестящей итальянской майолики. Пьетра-серену применял Ф. Брунеллески в интерьерах церкви Сан Лоренцо (1423) и Капеллы Пацци (1443—1461) во Флоренции. В этих интерьерах белизна стен оттеняется серыми ордерными элементами: колоннами, пилястрами, тягами и архивольтами. Аналогичный прием использовал Микелоццо ди Бартоломео в интерьерах Палаццо Медичи-Риккарди (1444—1459). Из серого камня сделаны колонны и архивольты в знаменитой лоджии Оспедале дельи Инноченти во Флоренции, также по проекту Брунеллески (1419—1445). Сочетание светлого песчаника с росписью золотом использовал Донателло в рельефе «Благовещение Марии» для церкви Санта Кроче во Флоренции (1435). Великий Микеланжело применил тот же камень для обрамляющих архитектурных деталей Капеллы Медичи (1520—1534).
Близкая порода: пьетра-форте (итал. Pietra forte — крепкий камень) — плотный минерал желтоватого цвета с тонкими белыми прожилками. Не боится влаги, отсюда название. Из этого камня возведены во Флоренции Палаццо Питти и Палаццо Строцци.
В настоящее время в окрестностях Флоренции добывается около 50 000 м³ камня в год. В городе Фиренцуола, также в Тоскане, имеется «Музей пьетра-серена», называемый музеем «Pietra di Firenzuola», или «Pietra Serena di Firenzuola». Это историческое недоразумение произошло из-за того, что «камень из Фиренцуолы» внешне похож на пьетра-серена из Флоренции и почти неразличим для неспециалиста, однако он отличается с геологической и петрографической точек зрения.
Другой район, в котором добывают схожий камень, — это Веллано в муниципалитете Пешиа, Тоскана. В середине XX века там действовало более десяти карьеров, производивших материал для общественных и частных работ, а также для реставрации исторических зданий. Однако в наше время исторические карьеры находятся на грани истощения.